# 猶太和平之聲
犹太和平之声（希伯來語：קול יהודי לשלום）是美国一个反錫安主義的犹太左翼行动主义组织，該組織支持对以色列抵制、撤资、制裁。 猶太和平之聲批評以色列每天都在严重侵犯人权。 
猶太和平之聲于1996年由東尼·庫許納和诺姆·乔姆斯基等反以色列活动人士成立。 朱迪斯·巴特勒、娜欧米·克莱因等人是該組織的顾问委员会成员。 